# Schandaal over pensioenextra's voor kamervoorzitters
Op 1 maart 2023 brak in België een schandaal uit over de pensioenextra's die voormalig Kamervoorzitters en ambtenaren ontvingen. Alleen al in 2023 zouden ex-voorzitters Herman De Croo en Siegfried Bracke 103.000 euro extra ontvangen bovenop hun pensioen. Acht ambtenaren kregen in totaal bijna 5,9 miljoen euro.

## Geschiedenis
In de Kamer en de Senaat was in 1971 beslist om de gewezen voorzitters een extraatje toe te kennen boven op hun pensioen.
Eind jaren 70 kwam de wet-Wijninckx, die vastlegde hoe hoog een pensioen maximaal kan zijn. Het bureau van de Kamer besliste op 26 maart 1981 dat ‘de wettelijke bepalingen inzake cumul van pensioenen van toepassing zijn op de renten van de gewezen voorzitters’. Hierdoor was het niet meer mogelijk om de voormalige voorzitters iets extra te geven via rentes.
Op 3 maart 1998 vond het College van Quaestoren in de Kamer wel een oplossing. Er werd beslist om de ‘rente ten voordele van gewezen Kamervoorzitters te vervangen door een specifieke, volledig belastbare uittredingsvergoeding die op verzoek van de betrokkene kan worden toegekend'.
In 2003 werd door het toenmalige College van Quaestoren beslist om de periode waarin het pensioenextra wordt toegekend te verdubbelen tot tweemaal de duur van het mandaat.
Op 1 maart 2023 kregen de fractievoorzitters en andere leden van Kamervoorzitter Eliane Tillieux (PS) documenten waaruit bleek dat twee van haar voorgangers, Herman De Croo (Open VLD) en Siegfried Bracke (ex-N-VA), genieten van een voor alle aanwezigen onbekende extra pensioenpijler bovenop het wettelijke maximumpensioen van 7.800 euro bruto.
Alle aanwezigen in de Kamer uitten hun onbegrip over een schijnbaar onwettelijke regeling die blijkbaar een kwarteeuw verborgen bleef.
De Croo verklaarde de extra vergoeding te zullen schenken aan de Stichting tegen Kanker.
Siegfried Bracke liet weten: "Ik krijg als pensioen van de Kamer 2.132,90 euro bruto, en als werknemer 4.616,26 euro, samen 6.749,16 euro. Ik zit dus ruim 1.000 euro onder het maximum (7.813 euro bruto)."
Eind april 2023 bleek dat niet alleen de voorzitter, maar alle parlementsleden voor 20 procent het maximum pensioenbedrag kunnen overschrijden wanneer ze voldoende pensioenrechten cumuleren. In de Kamer overschreden vijftig gewezen parlementsleden zelfs dat extra hoge plafond van 120 procent. De gunstregeling werd in ijltempo geschrapt.